# Analemmata

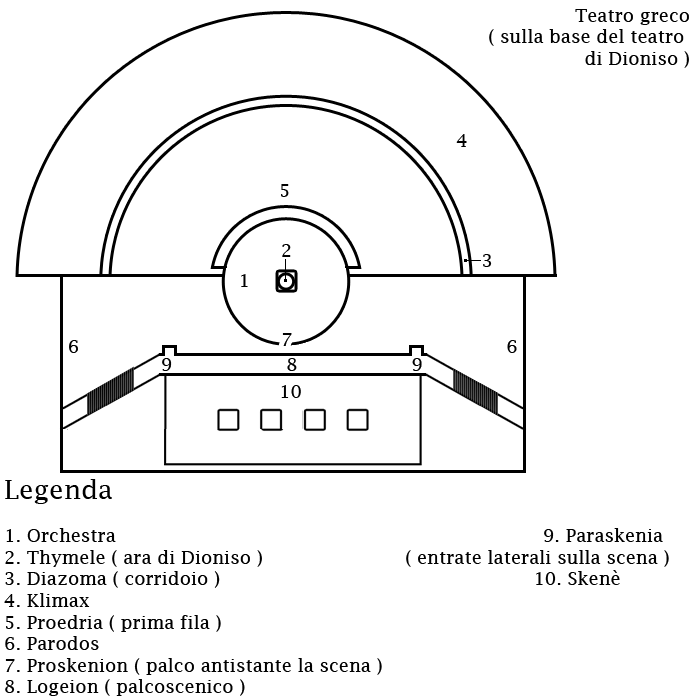
Schema del teatro greco

Gli analèmmata (ἀναλήμματα, plurale di ἀνάλημμα, «base») erano, nel teatro greco antico, due muri posti agli estremi della cavea, che lambivano le parodoi (cioè gli spazi praticabili tra la cavea e la scena).